# World Animal Protection

Logotipo de World Animal Protection

World Animal Protection, anteriormente conocida como The World Society for the Protection of Animals (WSPA) es una organización internacional sin ánimo de lucro que trabaja por los derechos de los animales que ha estado activa desde 1981. La organización benéfica describe su visión como: Un mundo donde los derechos de los animales importan y la crueldad animal ha acabado.
La organización benéfica tiene centros regionales en: África, Asia, Europa, América Latina y América del Norte, y oficinas en 14 países. Su sede principal se encuentra en Londres.

## Historia
La organización ha sido conocida previamente como la World Society for the Protection of Animals (WSPA). Fue resultado de la fusión de dos entidades de bienestar animal en 1981, la World Federation for the Protection of Animals (WFPA) fundada en 1950 y la International Society for the Protection of Animals (ISPA) fundada en 1959. En junio de 2014, la entidad benéfica pasó a ser la World Animal Protection.

## Campañas

### Animales en la naturaleza
En 1985 WSPA lanzó una campaña para prohibir la tauromaquia en ciudades de Francia y España.
En los años 90, la entidad benéfica contribuyó a la prohibición de la danza del oso en Grecia, Turquía e India. En India, la organización benéfica fundó un santuario para osos previamente empleados en la industria.
Tras la investigación de la BBC en septiembre de 2013, la entidad benéfica lanzó una campaña contra la venta de café de civeta enjaulada. Varios minoristas han dejado de vender café producido por civetas enjauladas desde entonces.
La entidad benéfica hace campaña en Asia para acabar con la industria de la bilis de oso. En Paquistán trabajan para poner fin al hostigamiento de osos haciendo campaña para conseguir un cambio en la ley, ofreciendo modos de ganarse la vida alternativos a los propietarios de los osos, y dando cobijo a los animales rescatados procedentes del hostigamiento de osos en un santuario construido expresamente para ello.

### Animales en comunidades
La organización está trabajando para poner fin a matanzas inhumanas de perros callejeros, que muchos países realizan en un torpe intento de eliminar la rabia. La organización señala que los programas de vacunación son el único camino efectivo de eliminar la rabia, y trabaja con gobiernos en programas de este tipo. En 2012, se inició un programa de vacunación masivo en las provincias de China de Shaanxi, Guizhou y Anhui, trabajando con el Centro de Control de Enfermedades Animales Chino. Alrededor de junio de 2014, 750 veterinarios han sido formados y más de 90.000 perros han sido vacunados. También se han sido realizado programas de vacunación masivos en Bali, Filipinas, Bangladés, Kenia, Zanzíbar, y Katmandú, Nepal.
Un segundo foco es puesto en el manejo de la población de perros callejeros en sí mismo, a través de probados métodos humanitarios como la educación, la mejora en la legislación, el registro e identificación de los perros, la esterilización y contracepción, albergando instalaciones y centros de adopción. Ayudan a gobiernos a diseñar un programa y a monitorizar y evaluar el progreso, usando el modelo provisto en el documento "Humane Dog Population Management Guidance", desarrollado en noviembre de 2007 por The International Companion Animal Management Coalition (ICAM Coalition), de la cual, la organización es miembro.
Los programas a menudo incluyen servicios veterinarios como clínicas móviles para gatos y perros callejeros o para aquellos que pertenecen a personas que no pueden permitirse cuidados veterinarios. Dichos programas son realizados en Sri Lanka, Zanzíbar, Colombia, Brasil, Costa Rica, Sierra Leona, y Bali.
Otro foco más es el de ayudar a animales a los que se les hace trabajar (caballos, burros y mulas) en Cisjordania, donde clínicas móviles han percibido signos de negligencia y crueldad. A través de una organización compañera, la Palestine Wildlife Society, “En cada comunidad, entrenamos a unas pocas personas que pueden enseñar a otras sobre el bienestar animal. Ellos participan de seminarios y visitan comunidades donde nuestro entrenamiento ya está teniendo un impacto. Y, como los animales están más sanos, los propietarios pueden ganarse también la vida mejor.”

### Animales en desastres
La organización benéfica tiene equipos en Asia y América Latina. Tras las secuelas de desastres, viajan a las zonas más afectadas para administrar atención veterinaria de emergencia, distribuir comida y reunir animales con sus propietarios allí donde sea posible. El trabajo beneficia especialmente a países en vías de desarrollo, donde las comunidades dependen de los animales para la comida, el transporte y los ingresos. La organización benéfica también trabaja con gobiernos y grupos de bienestar animal locales en zonas propensas a sufrir desastres para activar sistemas de alerta nacionales y enseñar a las comunidades como proteger a sus animales en el caso de que se dé un desastre.
En noviembre de 2013, la organización benéfica fue filmada para un documental de la BBC llamado Vets in the Disaster (Veterinarios en el desastre), durante el trabajo en respuesta al desastre en Filipinas tras el Tifón Haiyan. El programa se emitió en la cadena BBC Two el 28 de abril de 2014.

### Animales en la ganadería
World Animal Protection trabaja con gobiernos, la industria de la alimentación y ganaderos para mejorar el bienestar de los animales de granja. Animal al público general a comprar comida producida de acuerdo a altos estándares de bienestar.
En 2013 la organización benéfica se unió a Compassion in World Farming para crear una referencia de negocio en cuanto al bienestar de los animales de granja (BBFAW). Según The Guardian, ha habido una mejora de un diez por ciento en la publicación de políticas de bienestar animal de las compañías desde que la referencia fue lanzada.

### Bienestar animal global
La entidad benéfica está haciendo campaña por una declaración universal sobre bienestar animal. En 2013 hicieron exitosamente lobby en la Organización de las Naciones Unidas con el fin de introducir referencias relativas al bienestar animal en dos Resoluciones Generales de la Asamblea de las Naciones Unidas sobre agricultura y reducción de riesgo de desastre. En 2017, una investigación de World Animal Protection destapó un incremento masivo en los dañinos selfies con animales silvestres en las redes sociales. Instagram se comprometió a tomar cartas en el asunto, tras una investigación de la ONG internacional World Animal Protection. En 2017, dos personalidades de Instagram, Sal Lavallo y Jessica Nabongo emitieron un vídeo en vivo de una especie amenazada, un pangolín, siendo comido en Gabón. A fecha de 2020, los vídeos y cuentas que muestran crueldad hacia animales y abusos a especies amenazadas no han sido prohibidos.

### Premio Jeannette McDermott
En 2015 World Animal Protection premió a Marcelle Meredith, Directora Ejecutiva del National Council of Societies for the Prevention of Cruelty to Animals - South Africa (NSPCA), y antigua miembro del consejo de la World Animal Protection, con el premio Jeannette McDermott award al bienestar animal. El premio fue creado en Canadá por la World Animal Protection en 1996 "en reconocimiento de la vida de alguien dedicada al bienestar animal.” Dominique Bellemare, Presidente de WAP Canada afirmó: "Marcelle ha realizado un trabajo maravilloso durante la pasada década por la causa del bienestar animal. Ha empleado sus años en la plataforma internacional para hacer avanzar la causa del bienestar animal en África. Le doy las gracias profundamente por todo su trabajo y dedicación.”